# Ana Paula Ribeiro Tavares
Ana Paula Ribeiro Tavares (* 30. Oktober 1952 in Huíla) ist eine angolanische Historikerin und Dichterin.
Von 1983 bis 1985 leitete sie das Gabinete de Investigação do Centro Nacional de Documentação e Investigação Histórica in Luanda und war Mitglied der Jury des Prémio Nacional de Literatura de Angola in den Jahren 1988 und 1989.

## Leben
Ana Paula Tavares studierte Geschichtswissenschaft an der Universität von Luanda und arbeitete ab 1973 als Geschichtslehrerin. Ende der siebziger Jahre zog sie nach Lissabon und studierte Afrolusitanistik und wurde in Afrikanischer Geschichte promoviert.
Ihre ersten Gedichte veröffentlichte sie nach der Unabhängigkeit Angolas, sie trug mit ihrer Poesie und Prosa zu verschiedenen Anthologien in Portugal, Brasilien, Frankreich, Deutschland, Spanien und Schweden bei. Themen ihrer Gedichte sind angolanische Traditionen und Sprachen, Liebe und Krieg und besonders die Rolle der Frau in der afrikanischen Gesellschaft. Beeinflusst wird ihr Werk von David Mestre, Arlindo Barbeitos und Rui Duarte de Carvalho, Bandeira und Drummond. Tavares erhielt den Premio Mario Antonio, den wichtigsten Preis für portugiesischsprachige Autoren aus Afrika.
Mit Conceição Lima aus São Tomé und Príncipe zählt sie zur postkolonialen Generation lusoafrikanischer Lyrikerinnen.
Sie ist Mitglied im Angolanischen Schriftstellerverband und in der angolanischen Sektion der UNESCO und engagiert sich in mehreren Umweltorganisationen in São Paulo und New York.
Sie lebt seit Jahren in Lissabon und ist dort freie Mitarbeiterin des Instituto de Investigação Científica Tropical.

## Schriften
- Ritos de Passagem (1985)
- O Sangue da Buganvília (1998)
- O Lago da Lua (1999)
- Dizes-me coisas amargas como os frutos (2001) – das Werk wurde  mit dem Prémio Mário António de Poesia 2004 der Fundação Calouste Gulbenkian ausgezeichnet
- Ex-votos (2003)
- A cabeça de Salomé – Chroniken (2004)
- Os olhos do homem que chorava no rio (2005) – (Mitautor Manuel Jorge Marmelo)
- Manual para amantes desesperados (2007)
- Ritos de Passagem (2007) – Neuauflage mit Illustrationen von Luandino Vieira
- Verbetes para Um Dicionário Afetivo (2016) mit Manuel Jorge Marmelo, Ondjaki und Paulinho Assunção

In deutscher Übersetzung:
- Fieberbaum. Zweisprachige Werkausgabe (Portugiesisch / Deutsch), übersetzt von Juana und Tobias Burghardt. Edition Delta, Stuttgart 2010, ISBN 978-3-927648-27-2.

## Dokumentation
- Portugal lesen!, ZDF, 2021[3]